# نوک‌شاخ ابلق مالابار
نوک‌شاخ ابلق مالابار (نام علمی: Anthracoceros coronatus) که به عنوان نوک‌شاخ ابلق کوچک نیز شناخته می‌شود، پرنده‌ای از تیره نوک‌شاخ‌ها است که در مناطق گرمسیری جهان قدیم یافت می‌شود. این پرنده از راسته نزدیک‌گنجشک‌سانان است.

## طبقه‌بندی
نوک‌شاخ ابلق مالابار اولین بار توسط دانشمند فرانسوی، ژرژ-لوئی لکرک، کنت دو بوفون، در سال ۱۷۸۰ در کتاب "تاریخ طبیعی پرندگان" توصیف شد. این پرنده همچنین در یک صفحه رنگی دستی که توسط فرانسوا-نیکولا مارتینه حکاکی شده بود، در کتاب "Planches Enluminées D'Histoire Naturelle" به تصویر کشیده شد، که تحت نظارت ادم-لوئیس دابنتون برای همراهی متن بوفون تولید شد. نه شرح تصویر و نه توضیحات بوفون شامل نام علمی نبود، اما در سال ۱۷۸۳ طبیعت‌شناس هلندی، پیتر بودارت، نام علمی *Buceros coronatus* را در فهرست خود از "Planches Enluminées" ابداع کرد. نوک‌شاخ ابلق مالابار اکنون در سرده *Anthracoceros* قرار می‌گیرد که توسط طبیعت‌شناس آلمانی لودویگ رایشنباخ در سال ۱۸۴۹ معرفی شد. این گونه تک‌نماد است. نام عمومی ترکیبی از کلمه یونان باستان *anthrax* به معنای "سیاه زغالی" و *kerōs* به معنای "شاخ" است. نام علمی *coronatus* در لاتین به معنای "تاج‌دار" است.

## توصیف
نوک‌شاخ ابلق مالابار یک نوک‌شاخ بزرگ است که طول آن به ۶۵ سانتی‌متر می‌رسد. این پرنده عمدتاً پرهای سیاه دارد، به جز شکم سفید، لکه گلو، پهلوهای دم و لبه انتهایی بال‌ها. منقار آن زرد است با یک کلاه بزرگ که عمدتاً سیاه است. ماده‌ها پوست سفید دور چشم دارند، در حالی که نرها این ویژگی را ندارند. نوجوانان کلاه ندارند. ممکن است با نوک‌شاخ ابلق خاوری اشتباه گرفته شود. وزن آنها حدود ۱ کیلوگرم (۲٫۲ پوند) است.
1. 1. پراکندگی و زیستگاه

نوک‌شاخ ابلق مالابار یک پرنده بومی رایج در هند و سریلانکا است. زیستگاه این پرنده جنگل‌های همیشه سبز و نیمه‌برگ‌ریز مرطوب است که اغلب در نزدیکی سکونتگاه‌های انسانی قرار دارند. این پرنده در سه منطقه اصلی در شبه قاره هند پراکنده شده است: هند مرکزی و شرقی، در امتداد گهات غربی، و در سریلانکا. در هند مرکزی و شرقی، این پرنده از غرب بنگال غربی تا بخش‌هایی از جارکند، چتیسگر، اودیشا، مادیا پرادش، شمال و شرق مهاراشترا، شمال آندرا پرادش و نوک شمال شرقی تلانگانا پراکنده است. در امتداد گهات غربی، این گونه به صورت پراکنده در امتداد دامنه‌های شرقی و در کمربند کنکان و ساحل غربی از غرب مهاراشترا تا گوا، کارناتاکای غربی و تامیل نادو و در کرالا توزیع شده است. در سریلانکا، این گونه عمدتاً در جنگل‌های پست و خشک و همچنین باغ‌های خانگی یافت می‌شود.

## طبیعت و رفتار

### تولید مثل
در طول دوره جوجه‌کشی، پرنده ماده دو یا سه تخم سفید در حفره یک درخت می‌گذارد که با مخلوطی از گل، فضولات و پارَک میوه مسدود می‌شود. تنها یک منفذ باریک وجود دارد که به اندازه کافی بزرگ است تا پرنده نر بتواند غذا را به مادر و جوجه‌ها منتقل کند. هنگامی که جوجه‌ها آنقدر بزرگ شدند که مادر نمی‌تواند در لانه با آنها جا شود، دیوار را می‌شکند و دوباره آن را می‌سازد، پس از آن هر دو والدین به جوجه‌ها غذا می‌دهند.

### خوراک
این گونه همه‌چیزخوار است و از میوه‌ها، پستانداران کوچک، پرندگان، خزندگان کوچک، حشرات و غیره تغذیه می‌کند. طعمه کشته و به‌طور کامل بلعیده می‌شود. انجیر یک غذای مهم است و ۶۰ درصد رژیم غذایی آنها را از ماه مه تا فوریه، فصل غیر تولید مثلی، تشکیل می‌دهد. در طول دوره تولید مثل، در ماه مارس و آوریل، تا ۷۵ درصد میوه‌هایی که در لانه تحویل داده می‌شوند، انجیر هستند. آنها همچنین از میوه‌های دیگر از جمله میوه‌های درخت «کچوله» تغذیه می‌کنند که برای بسیاری از مهره‌داران سمی هستند.
نوک‌شاخ‌های بزرگ و نوک‌شاخ‌های ابلق مالابار اغلب در شهرک نیروگاه اتمی «کایگا» در نزدیکی کاروار مشاهده می‌شوند. تنوع زیستی غنی در جنگل اطراف نیروگاه به مکانی مناسب برای انواع گونه‌های پرندگان کمیاب تبدیل شده است. مطالعه‌ای که جمعیت‌ها را در یک دوره ۲۳ ساله در داندلی مقایسه کرد، هیچ تغییر قابل‌توجهی را نشان نداد.
در هند مرکزی، مردم قبایل معتقد بودند که آویزان کردن جمجمه نوک‌شاخ (معروف به «dhanchidiya») ثروت می‌آورد.

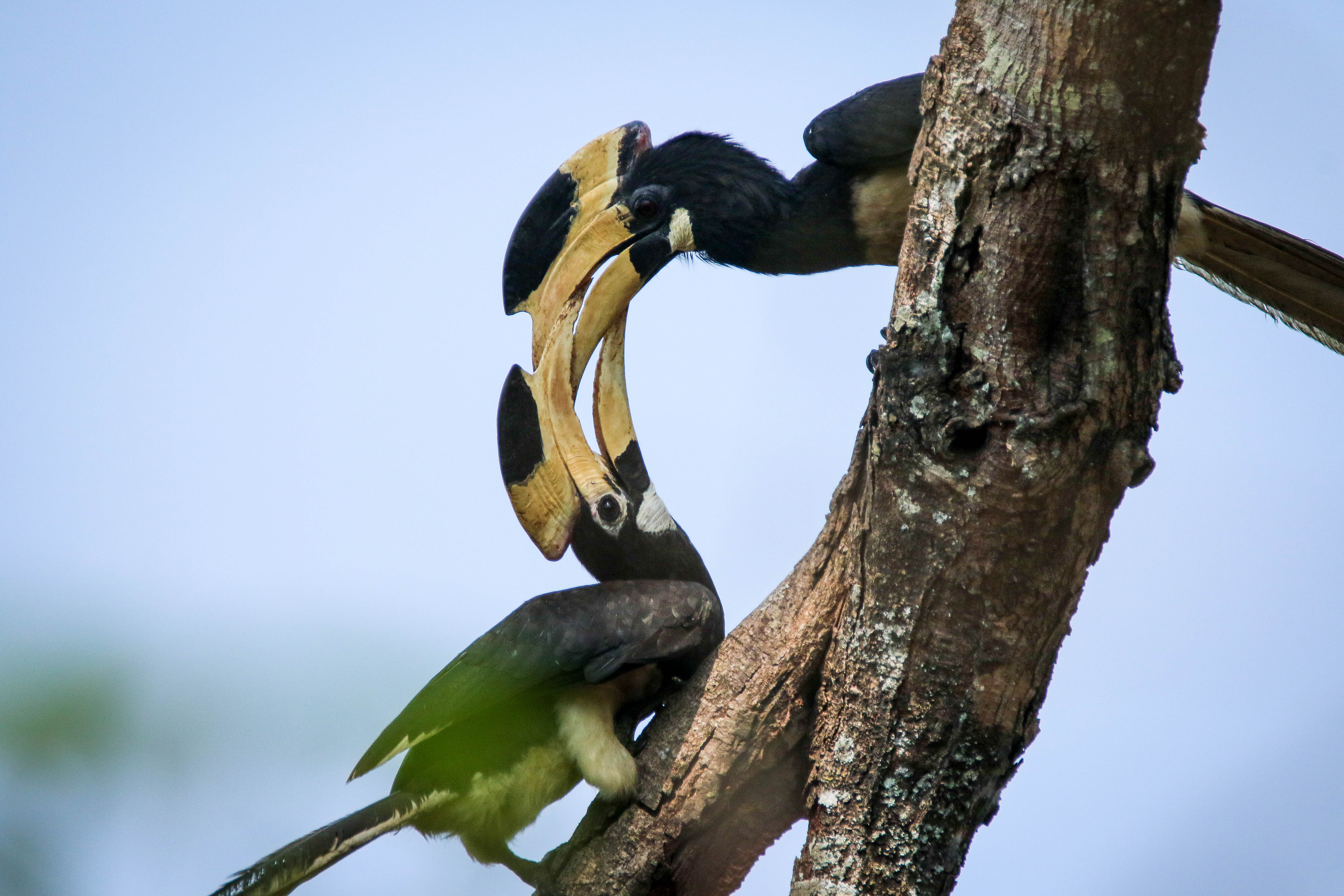
یک جفت پناهگاه حیات وحش داندلی
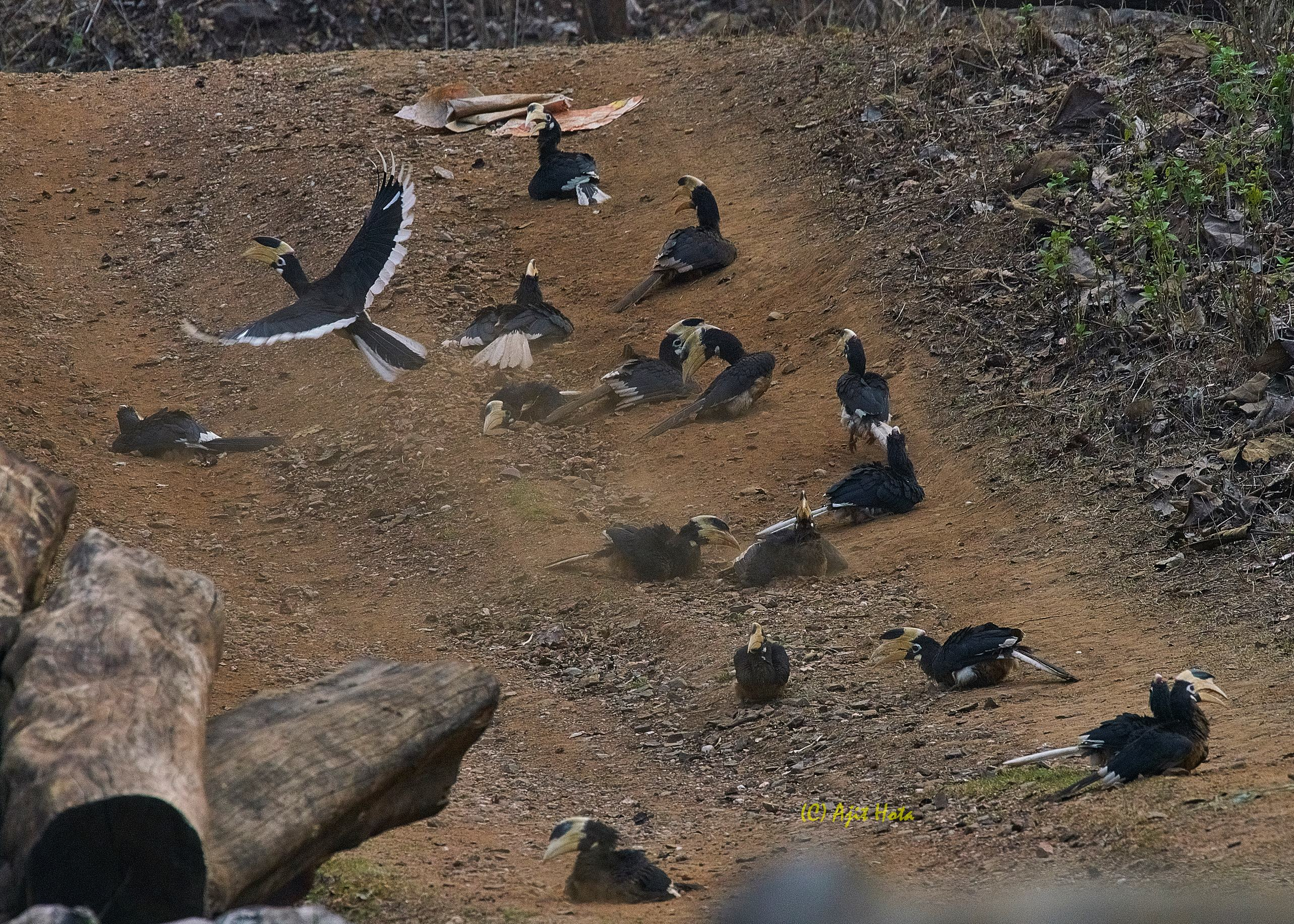
در حال حمام خاک کرناتکه، هند
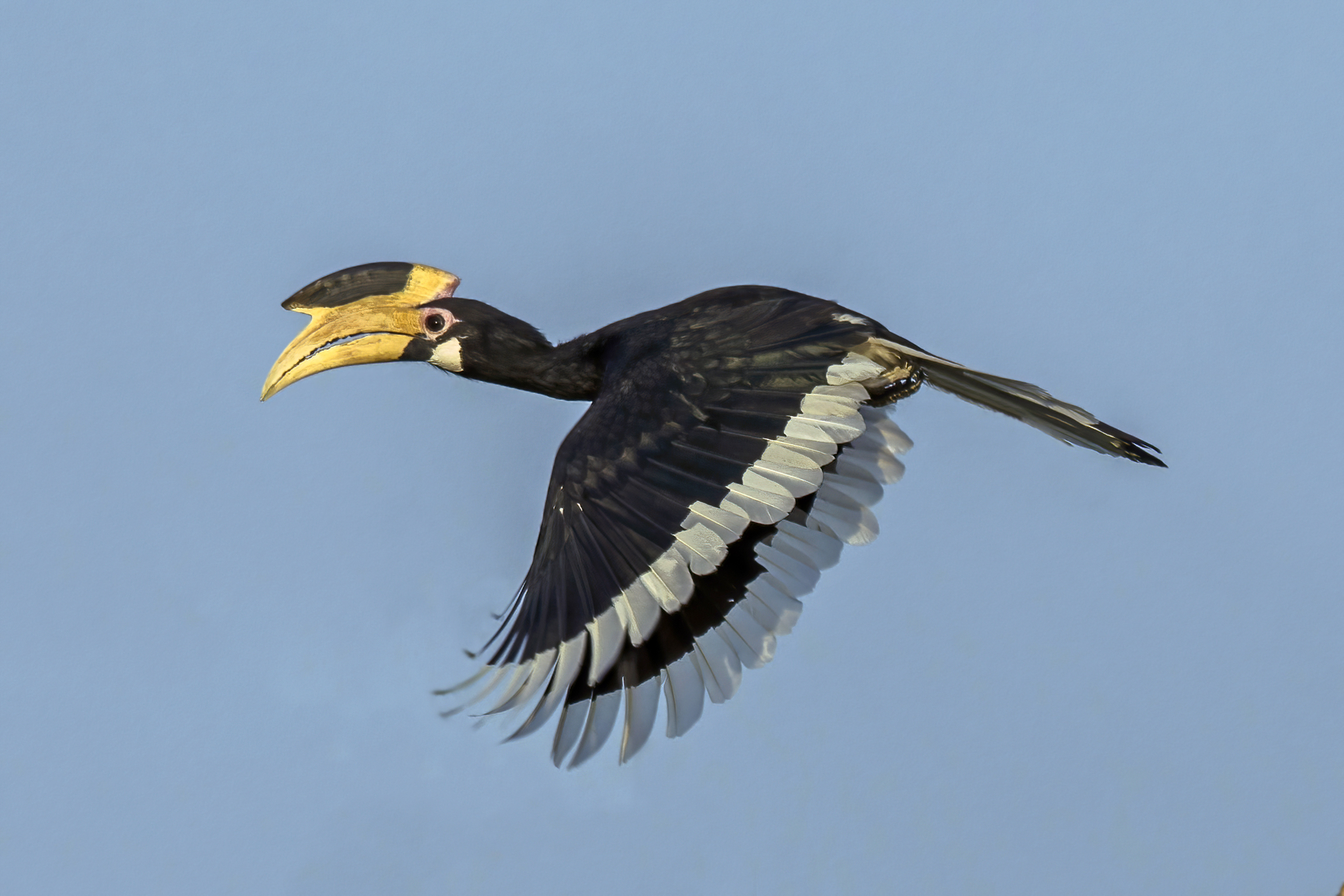
ماده در حال پرواز پارک ملی یالا، سری‌لانکا
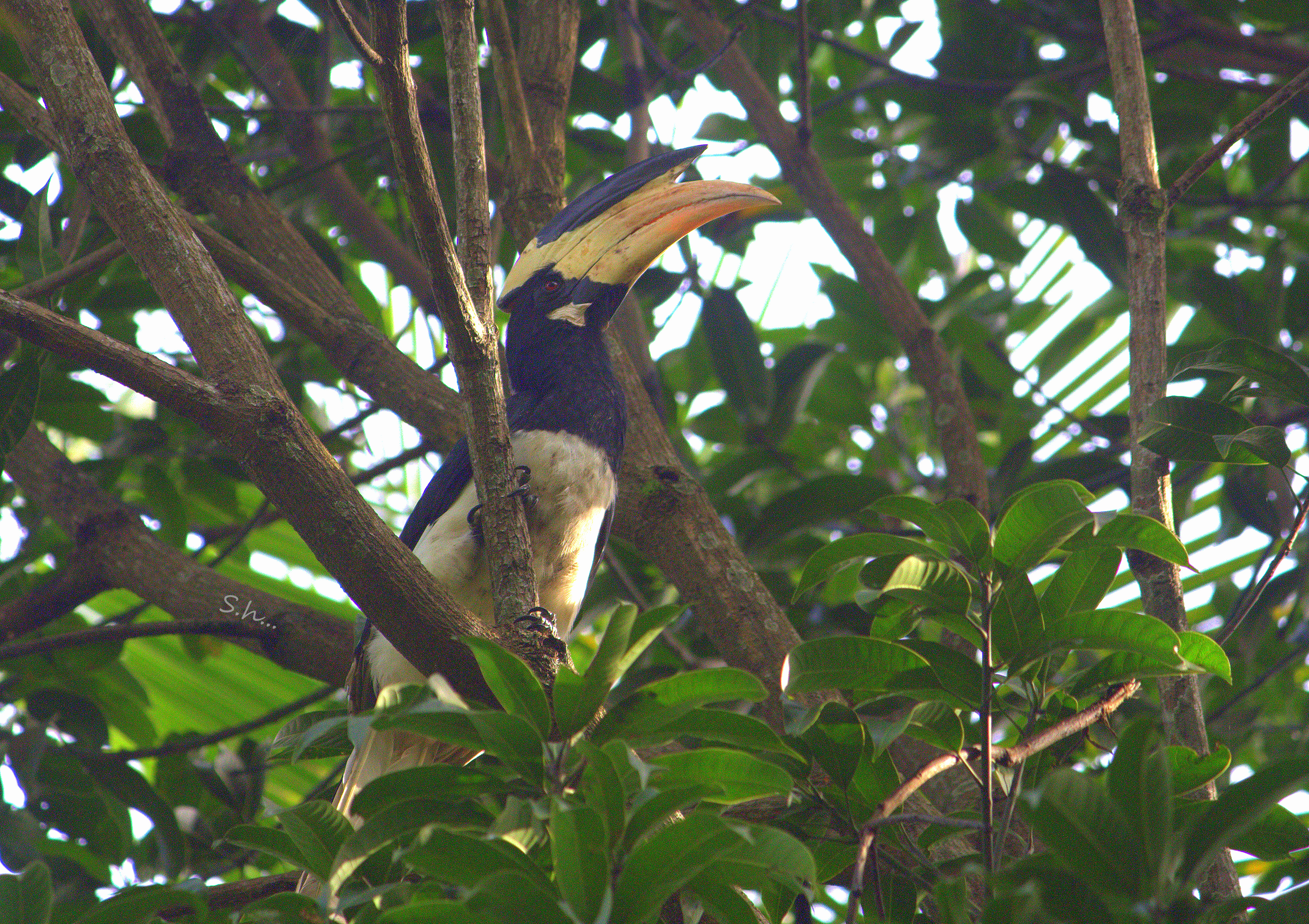
در کومتا، کارناتاکا